# Водопідготовка
Водопідгото́вка (рос. водоподготовка; англ. water treatment; нім. Wasseraufbereitung) — стабілізація (як правило лугом) й очищення поверхневих і стічних вод від механічних домішок, сполук заліза, нафти на водоочисних станціях і інших об'єктах.
Водопідготовка у нафтовидобуванні, здійснюється при заводненні нафтових пластів з метою підтримування в них необхідного тиску, збільшення коефіцієнта нафтовилучення. Стабілізують води для зниження їх корозійної активності, відкладання нерозчинних солей (СаСО3, MgCO3, CaSO4) на стінках водоводів. З цією метою здійснюють підлуговування вод їдким натром (чи вапном) або їх часткову нейтралізацію кислотою.
Інгібітори корозії вводять на кущових насосних станціях промислових водорозподільних систем, інгібітори солевідкладання — на вибій свердловини або безпосередньо в пласт (по затрубному простору) дозувальним насосом. Завислі частинки піску, глини, мулу, планктону, продуктів розкладання рослин, які погіршують приймальність нагнітальних свердловин, видаляють з допомогою коагулянтів: сірчанокислого алюмінію Al2(SO4)3·18H2O, сірчанокислого заліза FeSO4·7H2O, хлорного заліза FeCl3.
Створення лужного середовища для ефективнішого гідролізу сірчанокислого алюмінію сприяє також очищенню води від заліза, що міститься в ній (гідроліз солей заліза і осадження їх у вигляді гідроокису заліза). Для інтенсифікації процесів водопідготовки, крім коагулянтів, широко використовують флокулянти. Один з найефективніших — поліакриламід (ПАА) з молекулярною масою близько 106. При сумісному оброблянні води сірчанокислим алюмінієм і ПАА в 2-3 рази зростає швидкість осадження пластівців і в багато разів знижується необхідна доза коагулянту.
Водопідготовка стічних (пластових і поверхневих) вод, крім видаляння механічних домішок, сполук заліза, передбачає додаткове вилучення нафти в спеціальних ємностях водоочисних станцій. Для водопідготовки стічних вод нафтових родовищ іноді проводять їх обробляння ультразвуком, що викликає диспергування краплинок нафти і завислих частинок до розмірів, які не перешкоджають фільтрації води з нагнітальних свердловин у пласт. Води, які пройшли водопідготовку, контролюють на наявність завислих частинок, сполук заліза, нафти. Допустимий вміст цих компонентів визначається конкретними умовами розробки.